# Antonio Innocenti

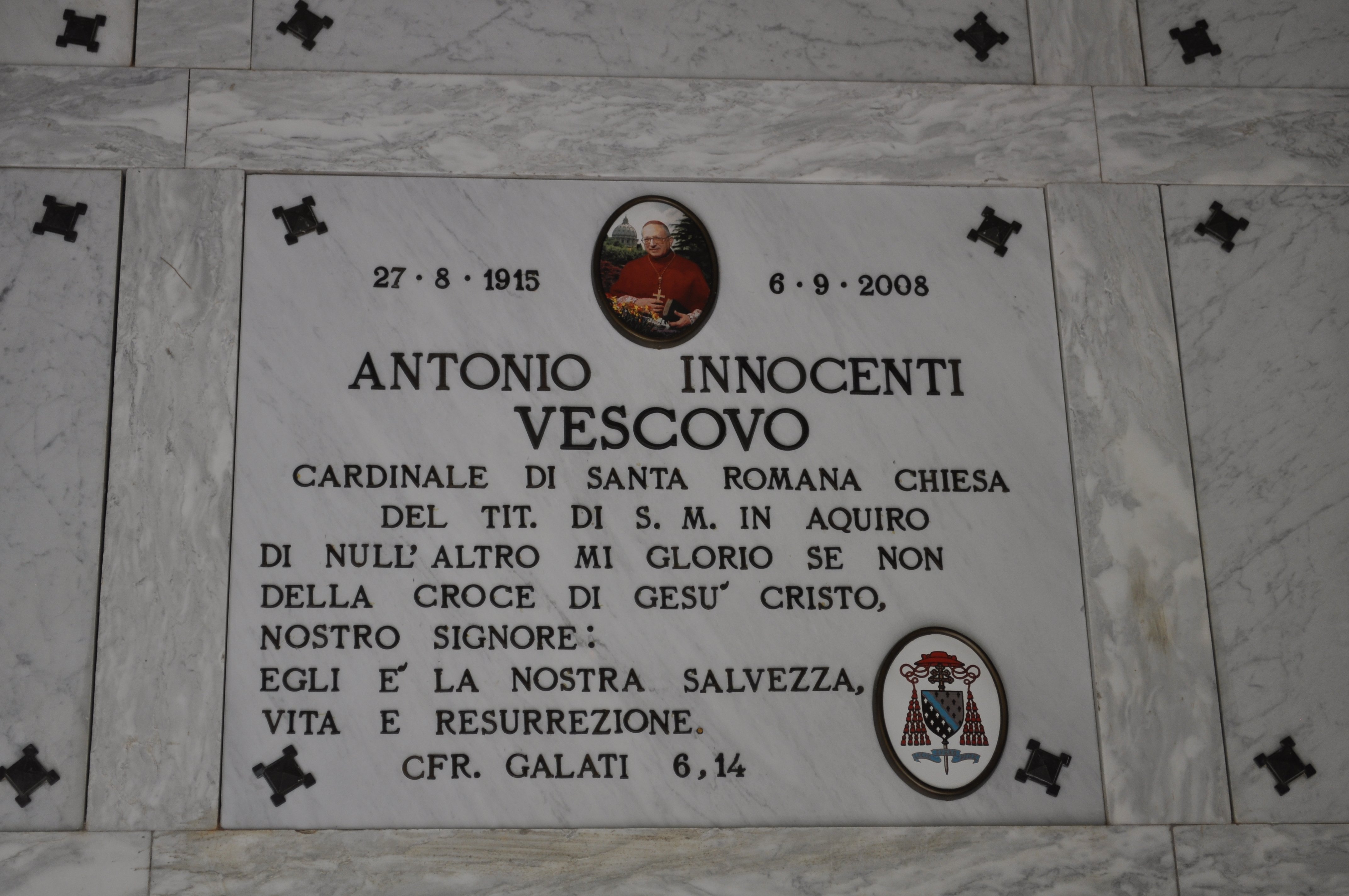
Graf van kardinaal Innocenti in Tosi

Antonio Innocenti (Poppi, 27 augustus 1915 - Rome, 6 september 2008) was een Italiaans geestelijke en kardinaal van de Rooms-Katholieke Kerk. Hij was het enig kind van Orlando Innocenti en Annita Pomposi. Zijn vader overleed al voor zijn geboorte tijdens de eerste gevechten waaraan hij tijdens de Eerste Wereldoorlog deelnam. 
Innocenti studeerde aan het seminarie van Fiesole en werd op 17 juli 1938 priester gewijd. Verdere studies brachten hem naar Rome, waar hij aan de Pauselijke Gregoriaanse Universiteit in 1941 promoveerde in het canoniek recht. Hij keerde terug naar Fiesole, waar hij tot 1948 professor was in de moraaltheologie en het kerkelijk recht. Daarnaast diende hij als secretaris van de bisschop van Fiesole. Tijdens de Tweede Wereldoorlog werd hij twee keer gearresteerd op verdenking van hulp aan slachtoffers van de nazi-bezetters. Eén keer werd hij zelfs ter dood veroordeeld, maar hij werd bevrijd op het moment dat hij al voor het vuurpeloton stond. Aan het einde van de oorlog trok hij in bij zijn moeder die inmiddels was hertrouwd en in Tosi woonde.
In 1948 keerde hij terug naar Rome, waar hij een licentiaat in de dogmatische theologie behaalde en verder studeerde aan de Pauselijke Ecclesiastische Academie, de diplomatenopleiding van de Heilige Stoel. In 1950 trad Innocenti in dienst van de Romeinse Curie. Hij werd benoemd tot secretaris van de apostolische delegatie in Belgisch-Congo. In 1951 benoemde paus Pius XII hem tot buitengewoon kamerheer. In 1953 werd hij als auditor toegevoegd aan de nuntiatuur in Zwitserland. Hij vervulde achtereenvolgens eenzelfde functie aan de (inter)nuntiaturen in Nederland, Egypte en België. In 1963 werd hij Ereprelaat van Zijne Heiligheid. Van 1964 tot 1967 was hij Raad op de nuntiatuur in Frankrijk.
Paus Paulus VI benoemde hem in 1967 tot titulair aartsbisschop van Eclano en tot apostolisch nuntius in Paraguay. Hij ontving zijn bisschopswijding uit handen van Amleto Giovanni Cicognani, waarbij Giovanni Benelli en Antonio Bagnoli optraden als medewijdende bisschoppen. In 1973 keerde Innocenti terug naar Rome, waar hij secretaris werd van de H. Congregatie voor de Discipline der Sacramenten, twee jaar voordat deze Congregatie zou worden omgedoopt in Congregatie voor de Goddelijke Eredienst en de Regeling der Sacramenten.
In 1980 werd aartsbisschop Innocenti benoemd tot nuntius in Spanje. Tijdens het consistorie van 25 mei 1980 creëerde paus Johannes Paulus II hem kardinaal. De Santa Maria in Aquiro werd zijn titeldiakonie. In 1986 werd hij benoemd tot prefect van de Congregatie voor de Clerus. In 1991 kreeg hij op grond van zijn leeftijd zijn ontslag uit deze functie. In datzelfde jaar werd hij nog wel benoemd tot voorzitter van de Pauselijke Commissie Ecclesia Dei, een commissie die tot doel heeft bepaalde traditionalistische katholieken, voornamelijk de priesterbroederschap Sint Pius X, terug in volle communio met Rome te brengen.
De kardinaal overleed in 2008. In de requiemmis, die werd gehouden in de Sint-Pietsrsbasiliek, ging Angelo Sodano, deken van het College van Kardinalen voor. Kardinaal-staatssecretaris Tarcisio Bertone en de vice-deken van het College, Roger Etchegaray concelebreerden. Innocenti werd begraven in Tosi, in het familiegraf van de tweede echtgenoot van zijn moeder, Guido Baggiani.
- Biblioteca Nacional de España: XX963182
- International Standard Name Identifier: 0000 0003 8595 2299
- Library of Congress Control Number: n85011935
- Istituto Centrale per il Catalogo Unico: CFIV136405
- Système universitaire de documentation: 074082817
- Virtual International Authority File: 167276316
- WorldCat: E39PBJhMfBhbqQ3HvD3PJbPCwC